# Francal
Francal é uma das maiores promotoras de eventos de negócios da América Latina.
Há cinco décadas, a Francal desenvolve um robusto ecossistema para eventos de negócios que conecta pessoas, ideias e oportunidades. Suas plataformas dinâmicas impulsionam a economia e promovem o desenvolvimento local e nacional, sempre guiadas pelos valores de excelência, integridade e inovação.

#### História
A Francal teve origem em 1968, na cidade de Franca, no interior de São Paulo. Em 1969, um grupo de empresários industriais, em conjunto com a prefeitura municipal, realizou a primeira feira de calçados da cidade. O sucesso do evento impulsionou o crescimento da empresa e consolidou seu papel no setor de eventos no Brasil.

##### 1983
Devido ao grande sucesso e ao contínuo crescimento da feira, em 1983 o evento foi transferido para São Paulo, consolidando-se como um dos maiores e mais importantes encontros do setor calçadista.

##### 1986
Em 1986, Abdala Jamil Abdala, um dos sócios-fundadores da Francal, assume a presidência pela primeira vez, dando início a um legado de liderança que continua a moldar o futuro da empresa até os dias de hoje.

##### 1988
Com a consolidação de novas feiras, em 1988 a Francal se estabelece como uma promotora de eventos de negócios em diversos segmentos, diversificando sua atuação e expandindo sua influência no mercado.

##### 2024
Em 2024, a Francal lançou um novo conceito de marca, alinhado às transformações do setor e ao comportamento do público. O reposicionamento reforçou sua proposta de valor como agente de conexão entre negócios, inovação e sustentabilidade, reafirmando sua liderança no mercado de eventos.

#### Atuação
Ao longo de mais de cinco décadas, a Francal desenvolveu plataformas que conectam profissionais, empresas e instituições em setores estratégicos da economia brasileira. Atualmente, organiza feiras em 15 setores, incluindo:
- Alimentos e bebidas
- Higiene, beleza e bem-estar
- Suplementos alimentares
- Frutas, flores, legumes e verduras (FFLV)
- Moda
- Papelaria, material escolar e escritório
- Piscinas e lazer
- Indústria da borracha e reforma de pneus
- Construção industrializada
- Tecnologia para o comércio
- Private label
- Varejo e consumo
- Indústria pesqueira

As feiras da Francal são organizadas em verticais temáticas, como Bens de Consumo e Varejo, Bem-estar, Nutrição e Tecnologia Verde, e Indústria e Construção.

##### Feiras promovidas
Entre os eventos de negócios organizados pela Francal, destacam-se:
- Abrin – Feira Brasileira de Brinquedos
- Autocom – Feira de Automação do Comércio
- Bio Brazil Fair – Feira de Produtos Orgânicos e Naturais
- Naturaltech – Feira de Alimentação Saudável, Suplementos e Produtos Naturais
- Expobor – Feira Internacional da Indústria da Borracha
- Pneushow – Feira Internacional da Indústria de Pneus
- Escolar Office Brasil – Feira de Papelaria e Material Escolar
- The Brazil Conference – Evento voltado à inovação no varejo
- Expolazer – Feira de Piscinas, Spas e Áreas de Lazer
- PL Connection – Evento do setor de marcas próprias
- Modern Construction Show – Foco em construção industrializada
- Seafood Show – Feira Internacional do Pescado
- BHB Festival – Festival de Bem-Estar, Higiene e Beleza
- Vegfest – Congresso e feira voltada ao público vegetariano e vegano